# Silvertop

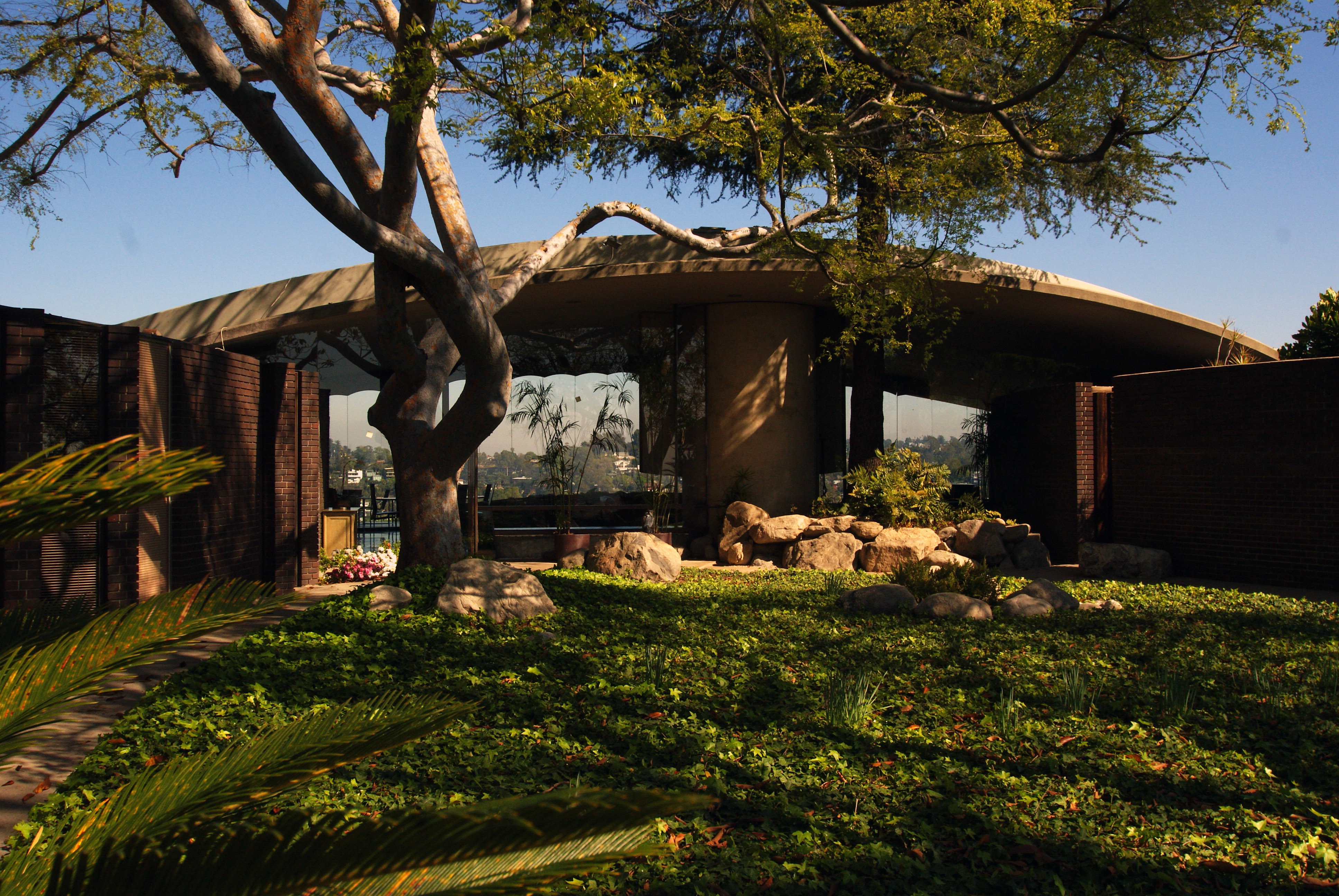
Blick von Westen auf das Wohnzimmer im südlichen Flügel

Silvertop, auch als Reiner Residence oder Reiner-Burchill Residence bekannt, ist ein von 1956 bis 1963 durch John Lautner errichtetes Wohnhaus in Los Angeles, USA.

## Lage
Silvertop befindet sich in den Moreno Highlands im Stadtteil Silver Lake am Westufer des Silver Lake Reservoir, das es von einem Steilhang aus überblickt. Lautners damaliges eigenes Wohnhaus, das Lautner House, liegt nur 200 m südwestlich von Silvertop. Gegenüber, auf der anderen Seite des Sees, befindet sich das 30 Jahre ältere, ebenfalls experimentelle Neutra VDL Studio and Residences von Richard Neutra.

## Geschichte
Auftraggeber für das Gebäude war Kenneth Reiner (* 1916, † 2011), der in den 1940er- und 1950er-Jahren als Ingenieur durch zwei Patente zu Reichtum gekommen war. Reiner wollte zwar ein Wohnhaus für sich und seine Familie, es sollte allerdings insofern Forschungszwecken dienen, als er explizit den Einsatz neuer Materialien und Techniken wünschte. Er war an den Entwürfen des Hauses umfassend beteiligt und entwickelte in seiner Fabrik in Handarbeit technische Vorrichtungen, die er und Lautner für das Haus vorgesehen hatten, die aber auf dem Markt (noch) nicht erhältlich waren. Reiner selbst kam nicht dazu, das Haus zu bewohnen, da er in finanzielle Schwierigkeiten geriet und das fast fertige Haus verkaufen musste – die Baukosten waren von ursprünglich veranschlagten 75.000 USD auf fast 1.000.000 USD gestiegen, außerdem war Reiner zu dieser Zeit in eine geschäftliche Auseinandersetzung verwickelt und hatte eine teure Scheidung zu finanzieren. Ein neuer Eigentümer fand sich erst 1974 in dem Internisten Philip Stephen Burchill, der Lautner weitere bauliche Änderungen vornehmen ließ; der Erstbezug erfolgte 1976. 1987 wurden Szenen des Films Unter Null im Haus gedreht. Burchill verstarb 2012, seine Witwe verkaufte das Haus für 7.500.000 USD an Luke Wood, COO von Beats Electronics.

## Stil
Silvertop markiert einen Wendepunkt in Lautners Karriere. Im Los Angeles der unmittelbaren Nachkriegszeit, das sich durch Kriegsheimkehrer und deren Familien enorm vergrößerte und deshalb viel Wohnraum benötigte, erstellte Lautner, der sich gerade selbständig gemacht hatte, zahlreiche Wohnhäuser und Gewerbeobjekte, die ihm durchaus Anerkennung für seinen mutigen Stil eintrugen, so bezeichnete der Architekturkritiker Henry-Russell Hitchcock Lautners von ihm selbst errichtetes Wohnhaus als "das beste Haus in den Vereinigten Staaten, das ein Architekt unter 30 errichtet hat". Mit Silvertop ging Lautner aber einen deutlichen Schritt weiter in seiner künstlerischen Radikalisierung, es ist das erste Haus, für das er mit Beton als stilbildendem, also großflächig eingesetztem und formgebenden Material arbeitete. Mittels gegossenem Beton konnte er das Prinzip rechter Winkel im konventionellen Häuserbau überwinden und beliebige, fließende Linien und Flächen erzeugen. Der Name "Silvertop" leitet sich vom komplett aus Beton bestehenden, wie ein sanft geschwungener Hügel wirkenden Dach des Südflügels her. Eine schmale, gewundene, etwa 100 Meter lange Einfahrt führt den Hang hinauf zum Hauseingang. Sie umrundet am Schluss einer 180°-Kehre den Nordostflügel des Hauses und ein darunter liegendes Gästehaus und fungiert dabei als frei tragende, nicht durch Pfeiler oder andere Konstruktionen unterstützte Brücke fungiert, eine vom Bauingenieur Eugene Birnbaum entwickelte Konstruktion. An dieser Einfahrt zeigt sich das Bestreben Lautners, wie auch bei weiteren durch ihn in dieser Zeit gebauten Häusern, die geographische Beschaffenheit des Baugeländes nicht zu überwinden, sondern mit dem Bau zu verzahnen. Da die individuell gegossenen Betonplatten, die die Einfahrt bilden, nur etwa zehn Zentimeter dick sind, wurden spezielle Statiktests durch die Baubehörde angeordnet. Das Haus hat grob die Form eines dreiflügligen Propellers mit einem begrünten Atrium als "Nabe" in der Mitte, wobei der südliche Flügel wie ein Schiffsrumpf geformt ist und nach Süden hin in eine Spitze ausläuft. Dieser Südflügel, der das Wohnzimmer beinhaltet, wird optisch durch ein gut zwei Meter überhängendes, geschwungenes Flachdach aus Beton dominiert, von dem ebenfalls geschwungene Paneele aus Glas herabhängen, die die (nicht tragenden) Außenwände bilden. Die Glaspaneele lassen sich wie Lamellen um ihre Achsen drehen, so dass die Seiten des Wohnzimmerflügels komplett geöffnet werden können und, ein typisches Motiv Lautners, die Grenze zwischen Drinnen und Draußen verschwimmt. Die Kurve, die das Flachdach bildet, ist ein gestalterisches Element, das sich auch in der Einfahrt und im runden Grundriss des Gästehauses manifestiert.
Zu den Besonderheiten der Einrichtung zählten Waschbecken ohne Wasserhähne, die sich automatisch mit Wasser füllten, und ein hydraulisch steuerbarer Esstisch, der zu den Mahlzeiten angehoben und für Cocktailpartys abgesenkt werden konnte. Der Pool ist einer der ersten Infinity Pools im heutigen Sinne; die steinerne Umrandung endet auf Höhe der Wasseroberfläche und bietet dem Betrachter die optische Täuschung eines nahtlosen Übergangs in den im Tal befindlichen Silver Lake.
Das Haus verfügt über 700 m² Wohnfläche, die drei Schlaf- und vier Badezimmer umfassen. Das Gästehaus beinhaltet eine Dunkelkammer, die der Hobbyfotograf Burchill einbauen ließ. Zum Grundstück gehört ein Tennisplatz.
Die zeitgenössische Presse empfand das Haus als ausgesprochen futuristisch. Die Saturday Evening Post wertete, das Haus sähe aus, als würde es "jederzeit zum Mars abzischen", Headline des Artikels war "Traumhaus oder Alptraum?".